# Cliff Almond
Cliff Almond (San Diego (Californië), 1969) is een Amerikaanse jazz- en fusiondrummer en -percussionist.

## Biografie
Almond is afkomstig uit een muzikale familie. Zijn moeder was pianolerares en zijn vader dirigent. Hij kreeg een klassieke opleiding en kreeg op 5-jarige leeftijd viool- en pianoles met behulp van de Suzuki-methode. Nadat hij had gekozen voor de drums, bezocht hij de School of Creative and Performing Arts in San Diego en speelde hij daar in orkesten, theaterorkesten en jazzensembles. Al snel trad hij ook op in het gebied van San Diego en Los Angeles. Op 18-jarige leeftijd begon hij te studeren aan het Percussion Institute of Technology in Hollywood bij Steve Houghton, Casey Scheurell, Ralph Humphrey, Joe Pocaro en Peter Erskine. Op 20-jarige leeftijd ontdekte drummer Dave Weckl hem, die hem aanprees bij de pianist Michel Camilo aan. Hij verhuisde naar New York, waar hij in verschillende stijlen en genres werkte. Vanaf het begin van de jaren 1990 werkte hij in het New Yorkse jazzcircuit met Camilo en Ralph Bowen, met wie hij ook zijn eerste opnames maakte in 1990 (On the Other Hand). In de volgende jaren speelde hij o.a. ook met het Manhattan Jazz Quintet, Pete Levin, Jeff Berlin, Charles Flores en Bunny Brunel. Hij werkte ook met Camilo aan de soundtrack van de film Two Much (geregisseerd door Fernando Trueba) en speelde (met de solisten Camilo, Michael Mossman, Lincoln Goines, Johan Hörlén en Shannon Barnett) met de WDR Big Band (Repercussions).
Vanaf de jaren 2000 bleef Almond samenwerken met Wayne Krantz, John Tropea, Raul Agraz en David Finck (BASSically Jazz, 2018). Op het gebied van jazz was hij volgens Tom Lord tussen 1990 en 2018 betrokken bij 21 opnamesessies, als sessiemuzikant ook bij producties van Patti LaBelle. Momenteel (2019) behoort hij ook tot het Ralph Bowen Quartet met Jim Ridl en Kenny Davis.
- Gemeinsame Normdatei: 13467734X
- International Standard Name Identifier: 0000 0004 5305 2453
- Library of Congress Control Number: no98070360
- MusicBrainz: c1c9ccf4-95ac-47bd-8b63-aceecce0d493
- Virtual International Authority File: 78396419
- WorldCat: E39PBJmhPqK788ftcwCwq3vbVC